# Konrad Georg Fazer
Konrad Georg Fazer, född 30 april 1864 i Helsingfors, död där 7 oktober 1940, var en finländsk musikhandlare, generalkonsul i Wien och grundare av Musiikki-Fazer. Han var bror till Karl Fazer.
1897 grundade han musikföretaget Musiikki-Fazer, som gav ut skivor och publikationer, saluförde musikinstrument och innehade piano- och gitarrfabriker.